# Werner Aderhold
Werner Aderhold (* 4. November 1937 in Dortmund; † 15. Februar 2021) war ein deutscher Musikwissenschaftler.

## Leben
Werner Aderhold war langjähriger Mitarbeiter der Neuen Schubert-Ausgabe in der Eberhard Karls Universität Tübingen. Zunächst wirkte er an der überarbeiteten Neuausgabe des Deutsch-Verzeichnisses in deutscher Sprache (1978) mit. Später gab er primär Instrumentalwerke Schuberts heraus, darunter Streichquartette sowie die großen Sinfonien in h-Moll und C-Dur.
Eine Reihe von Editionen erarbeitete Aderhold auch für den Carus-Verlag.

## Veröffentlichungen (Auswahl)
- (als Mitherausgeber): Otto Erich Deutsch, Franz Schubert. Thematisches Verzeichnis seiner Werke in chronologischer Folge. Neuausgabe in deutscher Sprache (zusammen mit Arnold Feil, Walther Dürr), Kassel 1978
- (als Mitherausgeber) mit Walther Dürr und Walburga Litschauer: Franz Schubert. Jahre der Krise 1818–1823. Arnold Feil zum 60. Geburtstag (Kongreßbericht Kassel 1982), Kassel 1985.